# Pico do Calçado
Pico do Calçado är en bergstopp i Brasilien.   Den ligger i kommunen Ibitirama och delstaten Espírito Santo, i den sydöstra delen av landet, 800 km sydost om huvudstaden Brasília. Toppen på Pico do Calçado är 2 445 meter över havet.
Terrängen runt Pico do Calçado är huvudsakligen bergig, men den allra närmaste omgivningen är kuperad. Närmaste större samhälle är Alto Caparaó, 7,3 km väster om Pico do Calçado.
I omgivningarna runt Pico do Calçado växer huvudsakligen savannskog. Runt Pico do Calçado är det ganska glesbefolkat, med 21 invånare per kvadratkilometer.